# GJ 526
GJ 526 — зоря-червоний карлик, що знаходиться у сузір'ї Волопаса за 17,7 світлових років від Землі. Зоря відкрита французьким астрономом Жозефом Лаландом та включена до його каталогу у 1801 році.